# هورتن اچ.۴
هورتن اچ. ۴ (به انگلیسی: Horten H.VI) یک هواگرد ساختِ کارخانهٔ هورتن در کشور آلمان است.